# 馬里亞尼夫卡 (達利尼克市鎮)
46°23′9″N 30°27′35″E / 46.38583°N 30.45972°E

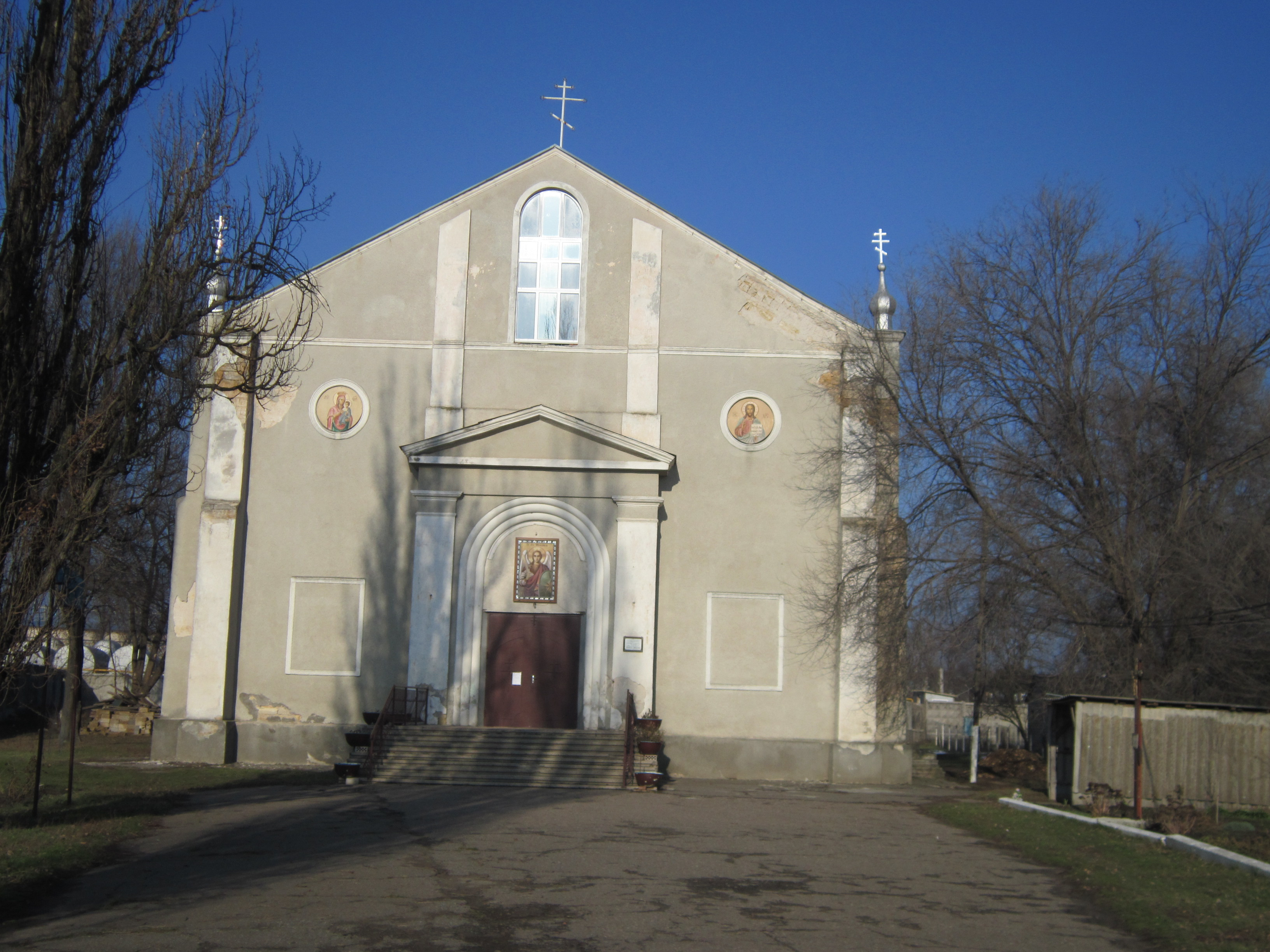

馬爾亞尼夫卡（烏克蘭語：Мар'янівка）是位於烏克蘭西南部的村莊，由敖德萨州敖德萨区的達利尼克市鎮負責管轄。該村始建於1805年，面積3.57平方公里，海拔高度28米，2001年人口969，人口密度每平方公里271.5人。